# 하우징브랜드페어
하우징브랜드페어는 리드엑스포에서 주최하는 전시로 지식경제부의 국제인증을 받은 대한민국의 전시회이다. 매년 코엑스에서 이루어지며, 명품건축자재 전시를 지향하는 전시이다.